# Liste der Kulturdenkmäler in Mainz-Bretzenheim
In der Liste der Kulturdenkmäler in Mainz-Bretzenheim sind alle Kulturdenkmäler im Ortsbezirk Bretzenheim der rheinland-pfälzischen Stadt Mainz aufgeführt. Grundlage ist die Denkmalliste des Landes Rheinland-Pfalz (Stand: 5. Dezember 2023).

## Denkmalzonen
| Bezeichnung                            | Lage | Baujahr                               | Beschreibung | Bild                           |
| -------------------------------------- | --- | ------------------------------------- | --- | ------------------------------ |
| Denkmalzone Alte Ziegelei              | Ziegeleipfad Lage | 1904 ff.                              | 1904 ff. angelegt; stattlicher Ringofen mit Fachwerküberbau, 1904 von Peter Koppa, Weisenau, hochaufragender Schornstein, überdachte Trockengestelle | weitere Bilder Fotos hochladen |
| Denkmalzone Alter Dorfkern Bretzenheim | An der Oberpforte, An der Riegelspforte, An der Wied, Anzengasse, Bäckergasse, Faulhaberstraße, Gänsmarkt, Kirchenpforte, Rathausstraße, Roetgenstraße, Steinbiedengasse, Wilhelmstraße, Zaybachstraße Lage | 18. und 19. Jahrhundert               | Ortskern des zweizeiligen Straßendorfes in den Grenzen der mittelalterlichen Wall-Graben-Befestigung, Straßen- und Wegenetz bis zum Spätmittelalter ausgeformt, kleinteiliges Parzellengefüge mit kleinbäuerlichen Hofanlagen, überwiegend Hakenhöfe des 19. Jahrhunderts, im Kern teilweise aufs 18. Jahrhundert zurückgehend; kennzeichnendes Ortsbild um die barocke Pfarrkirche St. Georg, das ehemalige Schulhaus (1846/48) und das renaissancezeitliche Rathaus | weitere Bilder Fotos hochladen |
| Denkmalzone Alter jüdischer Friedhof   | Dantestraße Lage | 1883                                  | 1883 angelegt, teilweise Backsteinmauer, originale Torpfosten; 18 Grabsteine von 1888 bis 1919 | weitere Bilder Fotos hochladen |
| Denkmalzone Am Mühlbach                | Am Mühlbach 20–28 (gerade Nummern), 23–33 (ungerade Nummern), Teichstraße 2 Lage | erstes Jahrzehnt des 20. Jahrhunderts | geschlossene Gruppe villenartiger eineinhalb- bis zweigeschossiger traufständiger Doppelwohnhäuser mit Vorgärten, erstes Jahrzehnt des 20. Jahrhunderts | weitere Bilder Fotos hochladen |
| Denkmalzone Neuer jüdischer Friedhof   | Am Ostergraben Lage | 1911                                  | 1911 angelegt inmitten des christlichen Friedhofs; 19 Grabsteine, originale Grabeinfassungen | weitere Bilder Fotos hochladen |

## Einzeldenkmäler
| Bezeichnung                       | Lage                                              | Baujahr                           | Beschreibung | Bild                           |
| --------------------------------- | ------------------------------------------------- | --------------------------------- | --- | ------------------------------ |
| Kreuzigungsgruppe                 | Am Ostergraben, auf dem Friedhof Lage             | 1913                              | Kreuzigungsgruppe, Rotsandstein, 1913 von Ludwig Lipp senior | Fotos hochladen                |
| Wohnhaus                          | An der Kirchenpforte 1 Lage                       | 18. Jahrhundert                   | Wohnhaus, datiert 1706, teilweise Fachwerk; Kellerbrunnen | weitere Bilder Fotos hochladen |
| Hofanlage                         | An der Oberpforte 2 Lage                          | 18. Jahrhundert                   | Dreiseithof; eingeschossiger Putzbau, bezeichnet 1835, im Kern wohl aus dem 18. Jahrhundert; Bruchsteinscheune, 19. Jahrhundert | Fotos hochladen                |
| Wohnhaus                          | An der Oberpforte 21 Lage                         | Hälfte des 18. Jahrhunderts       | spätbarockes Wohnhaus, teilweise Fachwerk (verputzt), im Kern aus der ersten Hälfte des 18. Jahrhunderts; straßenbildprägend | Fotos hochladen                |
| Ortsverwaltung                    | An der Wied 2 Lage                                | 1575                              | ehemaliges Rathaus; Krüppelwalmdachbau, teilweise Fachwerk (verputzt), Erkerturm mit Schweifhaube, 1575 | Fotos hochladen                |
| Hofanlage                         | An der Wied 3 Lage                                | Mitte des 18. Jahrhunderts        | Hakenhof; spätbarocker Putzbau, im Kern aus der Mitte des 18. Jahrhunderts, Umbau um 1840, Wirtschaftsgebäude aus dem 19. und frühen 20. Jahrhundert | Fotos hochladen                |
| Katholische Pfarrkirche St. Georg | An der Wied 5 Lage                                | 1720–22                           | im Kern mittelalterlicher Chorturm (zwei romanische, ein spätgotisches Geschoss), barockisierendes Glockengeschoss und Zwiebelhaube 1896 von Ludwig Becker; barocker Saalbau, 1720–22 von Christian Lechleitner, Südportal bezeichnet 1720 (Steinmetz B. Glöckner); Vorhalle und Sakristeianbau 1959 von Hugo Becker, Mainz | weitere Bilder Fotos hochladen |
| Kriegerdenkmal                    | An der Wied, bei Nr. 5 Lage                       | 1928                              | Kriegerdenkmal 1914/18, Einweihung 1928, Statue aus dem Jahr 1922 von Wilhelm Eugen Merten | Fotos hochladen                |
| Wohnhaus                          | An der Wied 6 Lage                                | erste Hälfte des 18. Jahrhunderts | barockes Wohnhaus, teilweise Fachwerk, erste Hälfte des 18. Jahrhunderts | Fotos hochladen                |
| Wohnhaus                          | An der Wied 8 Lage                                | 18. Jahrhundert                   | Wohnhaus einer Hofanlage, teilweise Fachwerk, im Kern aus dem 18. Jahrhundert | Fotos hochladen                |
| Wohnhaus                          | An der Wied 36 Lage                               | 18. Jahrhundert                   | im Kern barockes Wohnhaus, teilweise Zierfachwerk (verputzt), 18. Jahrhundert, historisierende Giebelwand um 1860 | Fotos hochladen                |
| Ludwigsdenkmal                    | Bahnstraße Lage                                   | 1874                              | Veteranendenkmal, bezeichnet 1874 | Fotos hochladen                |
| Heinrich-Mumbächer-Schule         | Essenheimer Straße 40 Lage                        | 1887                              | ehemals dreiflügeliger Gründerzeitbau, Klinkerfassade mit Keramikfriesen, bezeichnet 1887, von A. Regner | weitere Bilder Fotos hochladen |
| Spritzenhaus                      | Gänsmarkt 16 Lage                                 | 1904                              | Klinkerbau, Schlauchtrockenturm mit Pyramidenhelm, 1904 | Fotos hochladen                |
| Evangelisches Pfarrhaus           | Hochstraße 16 Lage                                | 1909–11                           | anspruchsvoller villenartiger Putzbau mit ausgebautem Mansarddach, Heimatstil, 1909–11 von Regierungsbaumeister Leydhecker | weitere Bilder Fotos hochladen |
| Schönbornsche Wassergalerie       | Mühlweg, unter Nr. 11–25 Lage                     | 1724–28                           | etwa 200 m langer, 2,20 m hoher tonnengewölbter Gang mit Stollen und Nischen, 1724–28 von Brunnenmeister Stumpf, Wien | Fotos hochladen                |
| Mahlraum                          | Mühlweg, in Nr. 42 Lage                           | spätes 17. Jahrhundert            | Mahlraum des Hauptgebäudes der ehemaligen Regnerschen Mühle, im Kern eventuell noch aus dem 17. Jahrhundert stammende, im 18. und 19. Jahrhundert überformten Anlage, integriert in den Neubau, im Obergeschoss wiederverwendete Fachwerkteile (dendrodatiert um 1800)                                                      | weitere Bilder Fotos hochladen |
| Bet- und Pfarrhaus                | Pfarrer-Veller-Straße 14 Lage                     | 1892/93                           | ehemaliges evangelisches Bet- und Pfarrhaus; neugotischer Rotklinkerbau, 1892/93 von J. Meyer, Mainz; straßenbildprägend | Fotos hochladen                |
| Wohnhaus                          | Rathausstraße 2 Lage                              | erste Hälfte des 18. Jahrhunderts | barockes Wohnhaus, teilweise Fachwerk, erste Hälfte des 18. Jahrhunderts | Fotos hochladen                |
| Wasserbehälter                    | westlich des Ortes; Flur Der Große Gleißberg Lage | 1905                              | kleiner Jugendstilbau, Rustikamauerwerk, bezeichnet 1905, von der Kulturinspektion Mainz | Fotos hochladen                |